# معبد روماني

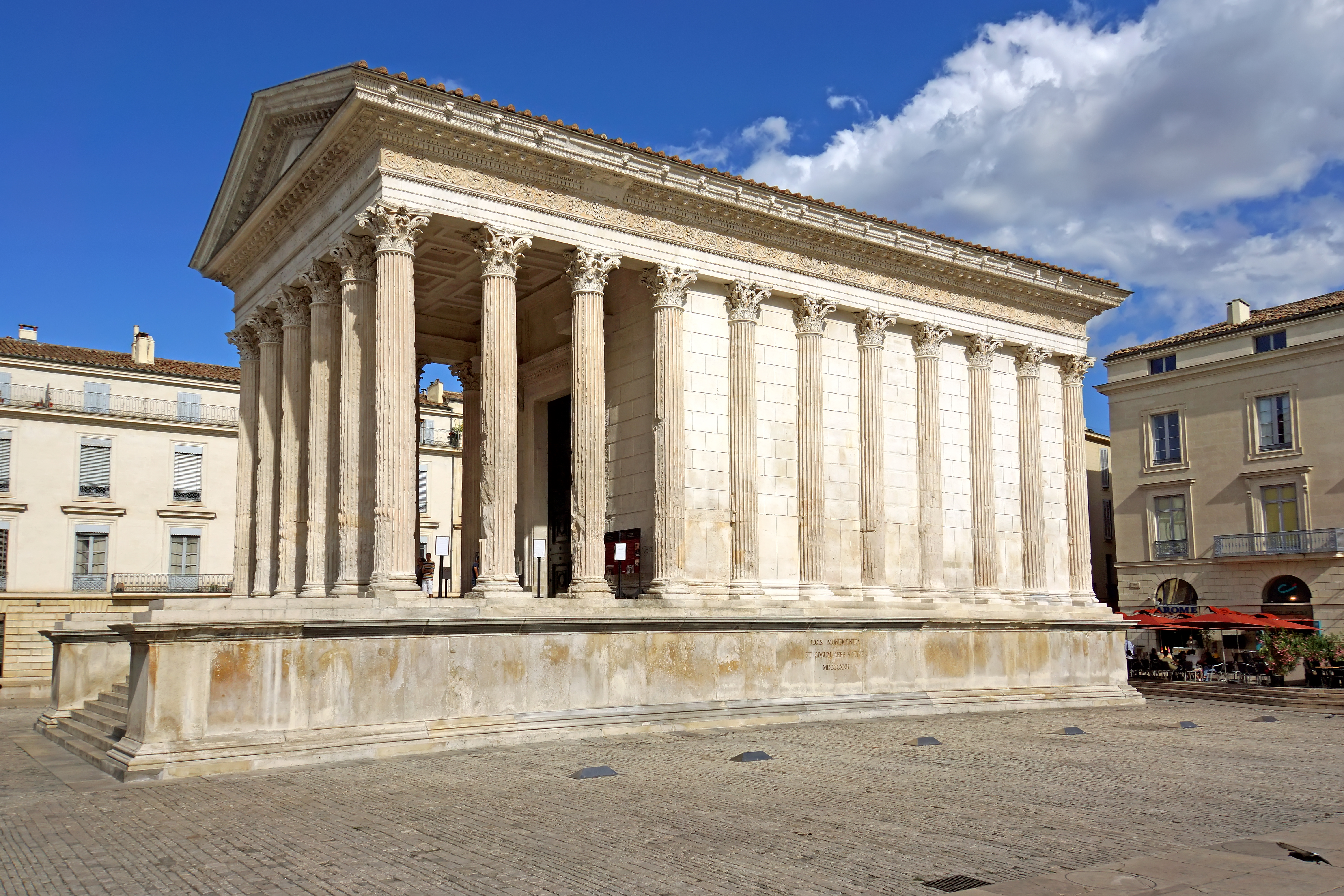
معبد ميزون كاري في نيم هو أحد أكثر المعابد الرومانية كمالا

كانت المعابد الرومانية القديمة من بين أهم المباني في الثقافة الرومانية، وبعضًا من أغنى المباني في العمارة الرومانية، على الرغم من أن القليل منها فقط قد صمد بحالته الكاملة أو ما يقاربها. تشكل اليوم هذه المعابد «الرمز الأكثر وضوحًا للعمارة الرومانية». شكلت عملية بناء هذه المعابد وصيانتها جزءًا كبيرًا من الدين الروماني القديم، وامتلكت جميع المدن مهما كانت درجة أهميتها معبدًا واحدًا رئيسيًا على الأقل، وعلى مجموعة من المعابد الأصغر حجمًا. تضم الغرفة الرئيسية في المعبد (سيلا) صورة الإله الذي كُرس له المعبد وغالبًا ما توجد طاولة لتقديم القرابين الإضافية أو الشراب ومذبح صغير للبخور. نجد خلف السيلا غرفة أو مجموعة من الغرف التي تُستخدم من قبل مشرفي المعبد لتخزين الأدوات والقرابين. نادرًا ما كان يدخل المتعبد العادي إلى السيلا، إذ أُجريت معظم الاحتفالات في الخارج حيث يقع مذبح الأضحية، على البورتيكو مع حشد يتجمع في فناء المعبد.
كان المسقط الأكثر شيوعًا للمعابد الرومانية عبارة عن معبد مستطيل يرتفع على منصة عالية، مع جبهة واضحة وبورتيكو في أعلى الدرجات وقوصرة ثلاثية فوق الأعمدة. لم تلق جوانب المعبد والجهة الخلفية منه نفس الأهمية والتركيز المعماري الذي حازت عليه الواجهة، ونادرًا ما احتوت على مداخل. كان هناك أيضًا مساقط دائرية، تحتوي عمومًا أعمدة على المحيط، وعُثر خارج إيطاليا على العديد من الحلول الوسطية التي استخدمت الأساليب المحلية التقليدية. تطور الشكل الروماني للمعبد في بداية الأمر عن المعابد الإتروسكانية التي تأثرت بنفسها بالعمارة اليونانية مع تأثير مباشر قادم من اليونان.
أُقيمت الاحتفالات الدينية العامة للدين الروماني الرسمي في الهواء الطلق وليس في داخل مبنى المعبد. كانت بعض المراسم عبارة عن مواكب بدأت أو عبرت أو انتهت في المعبد أو الضريح، حيث يوجد الشيء الطقسي الذي يتم إخراجه للاستخدام، أو حيث ستجري مراسم التضحية. تُقام الأضاحي التي كانت حيوانات بشكل رئيسي في مذبح الهواء الطلق ضمن التيمبلوم، في كثير من الأحيان على واحدة من الامتدادات الضيقة للمنصة إلى جانب الدرج. اكتسبت الطوائف الغربية الغريبة خاصة في ظل الإمبراطورية، أتباعًا في روما، وشكلت الأديان المحلية في أجزاء كبيرة من الإمبراطورية الواسعة. كان لهذه الطوائف في الغالب ممارسات مختلفة للغاية، وبعض الأماكن المفضلة للعبادة تحت الأرض، في حين أن البعض الآخر مثل المسيحيين الأوائل كانوا يؤدون عبادتهم في المنازل.
صمدت بعض البقايا من المعابد الرومانية، خاصة في روما نفسها، ولكن جميع الأمثلة قليلة العدد وشبه المكتملة نسبيًا، حُولت إلى كنائس مسيحية (وأحيانًا إلى مساجد)، عادة بعد فترة طويلة من الانتصار الأولي للمسيحية تحت حكم قسطنطين. كان تراجع الدين الروماني بطيئًا نسبيًا ولم تخصص الحكومة المعابد نفسها حتى مرسوم الإمبراطور هونوريوس في عام 415. لم يكن سانتي كوزما إي داميانو في المنتدى الروماني، في الأصل هو معبد رومولوس، كنيسة حتى عام 527. من أشهر المعابد هو البانثيون في روما، على الرغم من كونه عبارة عن معبد دائري كبير جدًا مع سقف خرساني رائع، وراء واجهة بورتيكو تقليدية.

## مصطلحات
تشتق الكلمة الإنكليزية من «معبد» من اللاتينية تيمبلوم، التي لم تكن تعني في الأصل المبنى نفسه، بل المساحة المقدسة التي جرى مسحها وتخطيطها بشكل طقسي. يستخدم المعماري الروماني فيتروفيو كلمة تيمبلوم دائمًا، للإشارة إلى المنطقة المقدسة وليس إلى المبنى. كانت الكلمات اللاتينية الأكثر شيوعًا للمعبد أو الضريح ساتشيلوم (ضريح أو مصلى صغير) وآيديس وديلوبروم وفانوم (في هذا المقال، تشير الكلمة الإنجليزية من «معبد» إلى أي من هذه المباني، والكلمة اللاتينية تيمبلوم إلى الفناء المقدس).

## العمارة

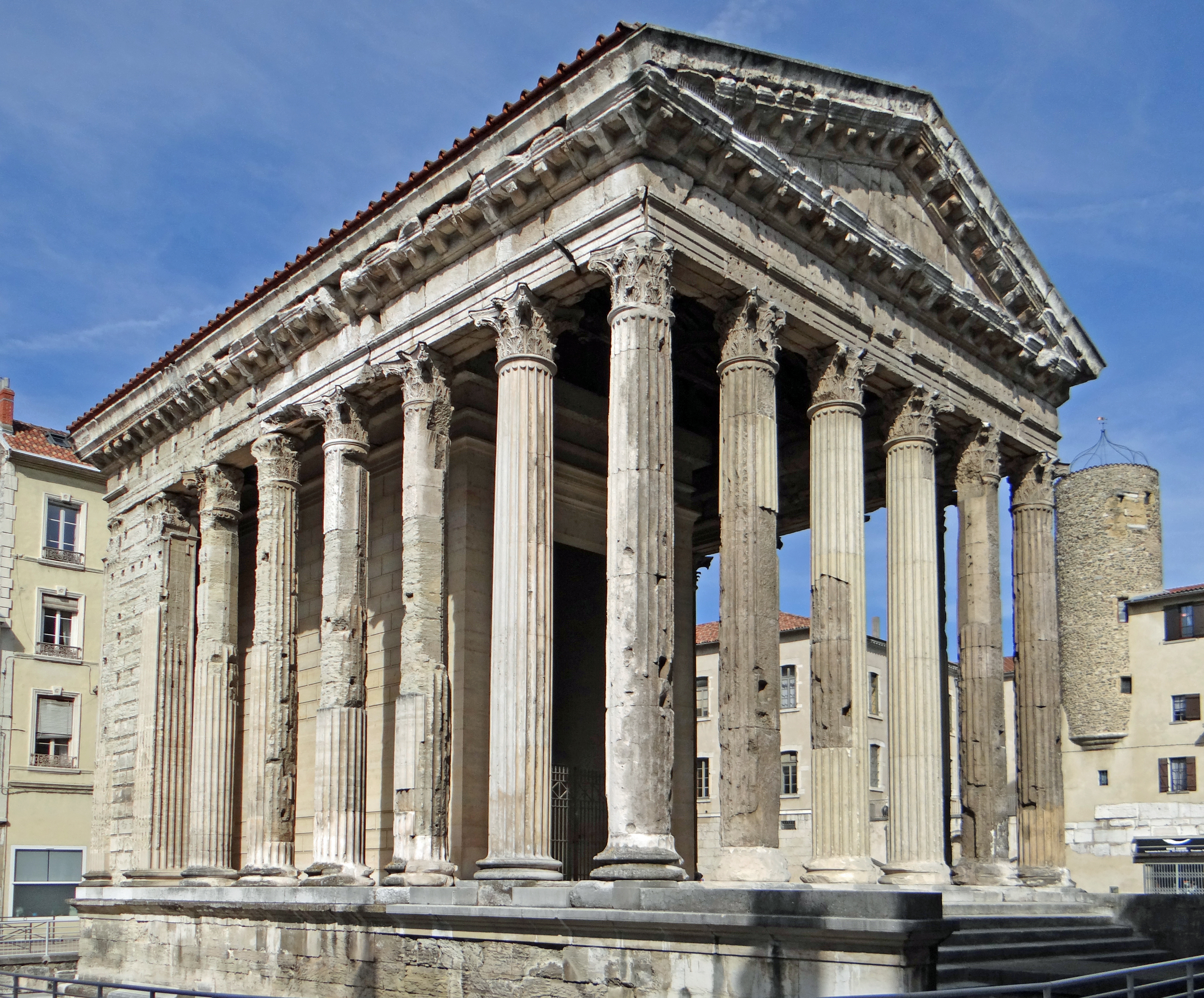
فيينا - معبد أغسطس وليفيا (سبتمبر 2013)

اشتُق شكل المعبد الروماني بشكل أساسي من النموذج الإتروسكاني، لكن تحولًا إلى الأساليب الكلاسيكية والهلنستية اليونانية في أواخر فترة الجمهورية قد جرى هناك، دون تغيير كبير في الميزات الرئيسية للنموذج. الإتروسكانيون هم شعب شمال إيطاليا، الذين بلغت حضارتهم ذروتها في القرن السابع قبل الميلاد. تأثر الإترسكانيون مسبقًا بالعمارة اليونانية المبكرة، لذلك فقد كانت المعابد الرومانية معابد مميزة مع سمات إتروسكانية ويونانية على حد سواء. تفتقر المعابد التي صمدت (اليونانية والرومانية منها) إلى التماثيل المطلية الكاملة التي زينت حدود السقف والتماثيل فوق المسنم وطبقة الحماية الأنيقة التي تستخدم الطين النضيج الملون، الموجودة في الأمثلة المبكرة من الأسطح معمدة.
أكدت المعابد الإتروسكانية والرومانية على الجزء الأمامي للمبنى، وهي قد جاءت بعد نماذج المعابد اليونانية، وتألفت عادة من درجات عريضة تؤدي إلى بورتيكو يحتوي على أعمدة وبروناوس وقوصرة مثلثية في الأعلى، مليئة بالتماثيل في الأمثلة الأكثر أهمية، والتي كانت تُصنع في كثير من الأحيان من الطين النضيج والحجر، لم تصمد أي أمثلة منها باستثناء بعض الشظايا. من الممكن للمزيد من التماثيل أن توضع على السطح كما في الفترات المبكرة، التي زُينت فيها النماذج بالزخرفة والتماثيل فوق المسنم والعناصر الأخرى المطلية جميعها بألوان زاهية. مع ذلك، وعلى عكس النماذج اليونانية، التي منحت جميع جوانب المعبد معالجة متكافئة، والتي يمكن عرضها والوصول إليها من كل الجهات، فقد كانت الجدران الجانبية والخلفية للمعابد الرومانية غير مزينة إلى حد كبير (مثل البانثيون، روما وفيتش) ولا يمكن الوصول إليها باستخدام الدرج (مثل ميزون كاري وفيتش) وفي مبان أخرى حتى. قد تكون الأعمدة الموجودة على الجانب في ميزون كاري عبارة عن أنصاف أعمدة، نشأت عن («ارتباطها بالجدار» كما يقال في المصطلحات المعمارية).
كانت المنصة التي حملت المعبد في الأمثلة الإتروسكانية والرومانية أعلى منها في الأمثلة اليونانية، مع 10 أو 12 درجة بدلًا من الدرجات الثلاث النموذجية في المعابد اليونانية، فمثلًا ارتفع معبد كلاوديوس فوق 20 درجة. وُضعت هذه الدرجات بشكل طبيعي في الجزء الأمامي من المعبد ولم تكن بعرض المعبد كله. قد يكون من الممكن أو لا، المشي حول الهيكل الخارجي للمعبد، داخل (معبد هادريان) أو خارج الكولانيد، أو على الأقل على جانبي المعبد. يُعد وصف النماذج اليونانية المستخدمة هنا عبارة عن تعميم المثل العليا اليونانية الكلاسيكية، التي لم تعكسها المباني الهلنستية في وقت لاحق. امتلك «معبد ديونيسوس» مثلًا، على شرفة المسرح في بيرغامون (أيوني، القرن الثاني قبل الميلاد، على جانب الل)، العديد من الدرجات في الجانب الأمامي، ولم يحتوي على أعمدة خلف البورتيكو. ربما امتلك البارثينون، الذي كان بقرب تلة أيضًا، العديد من الدرجات العريضة في الواجهة الأمامية، يليها مساحة مسطحة تؤدي إلى قليل من الدرجات الأخيرة.
بعد تراجع النماذج الإتروسكانية، اتُبعت الأنظمة الكلاسيكية بكل تفاصيلها بشكل دقيق في واجهات المعابد الرومانية، كما هو الحال في المباني المرموقة الأخرى، مع اعتماد النماذج اليونانية المباشرة بشكل واضح نحو عام 200 قبل الميلاد، خلال فترة الجمهورية المتأخرة، مع الاحتفاظ بالاختلافات المميزة للترتيب العام للمعابد في الأساليب الرومانية الإتروسكانية واليونانية. مع ذلك، فإن النسب المثالية بين العناصر المختلفة في النظم التي وضعها الكاتب الروماني المهم والوحيد في مجال العمارة التي صمدت، فيتروفيو، والكتاب الإيطاليين اللاحقين، لا تعكس الممارسة الرومانية الفعلية، التي يمكن أن تكون متنوعة للغاية، رغم أنها كانت تهدف دائمًا إلى التوازن والتناغم. بعد الاتجاه الهيلنستي، شاع النظام الكورنثي والنظام المركب المشتق عنه في أكثر المعابد الرومانية بشكل كبير، بينما استُخدم النظام التوسكاني البسيط في المعابد الصغيرة مثل ذلك الذي في القنطرة. لم يذكر فيتروفيو النظام المركب في كتاباته، وغطى النظام التوسكاني باعتباره إتروسكاني، بينما أضفى عليهما كتاب عصر النهضة الطابع الرسمي من خلال مراقبتهم للمباني الصامدة.